# Sweat (série de televisão)
Sweat é uma série de televisão australiana criada por John Rapsey. Foi ao ar nos Estados Unidos pelo canal ABC em 1996 e ficou famosa entre os jovens do país. A série é mais lembrada pela participação do ator Heath Ledger que interpretava Snowy Bowles, um ciclista gay.